# Hommage à J'ai tué ma mère de Xavier Dolan
Hommage à J’ai tué ma mère de Xavier Dolan este un film românesc din 2015 regizat de Alex Mironescu. Rolurile principale au fost interpretate de actorii Anca Similar, Danni Ionescu.

## Distribuție
Distribuția filmului este alcătuită din:
- Anca Similar
- Danni Ionescu